# Канга Акале
Канга́ Готьє́ Акале́ (фр. Kanga Gauthier Akalé, нар. 7 березня 1981, Абіджан, Кот-д'Івуар) — колишній івуарійський футболіст, що грав на позиції півзахисника.
Виступав, зокрема, за клуб «Осер», а також національну збірну Кот-д'Івуару.

## Клубна кар'єра
У дорослому футболі дебютував 1997 року виступами за команду клубу «Стелла д'Аджаме», в якій провів один сезон, взявши участь у 17 матчах чемпіонату. 
Згодом з 1998 по 2003 рік грав у складі швейцарських клубів «Сьйон» та «Цюрих».
Своєю грою за останню команду привернув увагу представників тренерського штабу клубу «Осер», до складу якого приєднався 2003 року. Відіграв за команду з Осера наступні чотири сезони своєї ігрової кар'єри. Більшість часу, проведеного у складі «Осера», був основним гравцем команди.
Протягом 2007—2012 років захищав кольори клубів «Ланс», «Марсель», «Рекреатіво», «Ланс», «Лехвія» та «Панетолікос».
Завершив професійну ігрову кар'єру у клубі «Арль-Авіньйон», за команду якого виступав протягом 2012—2013 років.

## Виступи за збірну
2002 року дебютував в офіційних матчах у складі національної збірної Кот-д'Івуару. Протягом кар'єри у національній команді, яка тривала до 2008 року, провів у формі головної команди країни 36 матчів, забивши 2 голи.
У складі збірної був учасником чемпіонату світу 2006 року у Німеччині, Кубка африканських націй 2006 року в Єгипті, де разом з командою здобув «срібло».

### Голи за збірну
| # | Дата           | Місце              | Суперник | Рахунок | Результат | Змагання               |
| - | -------------- | ------------------ | -------- | ------- | --------- | ---------------------- |
|   | 4 червня 2006  | Франція, Бондуфль  | Словенія | 3–0     | Перемога  | Товариський            |
|   | 14 червня 2008 | Ботсвана, Габороне | Ботсвана | 1–1     | Нічия     | Квалфікація до ЧС-2010 |

## Титули і досягнення
- Володар Кубка Франції (2):

«Осер»: 2002-03, 2004-05
- Срібний призер Кубка африканських націй: 2006